# Anscario I
Anscario I (IX secolo – Ivrea, 901) è stato un nobile franco, che divenne reggente della marca di Ivrea nell'891. È considerato il primo marchese d'Ivrea. Gli succedette il figlio Adalberto I.

## Biografia
Non sono conosciute del tutto le origini di Anscario. Anscario era conte di Oscheret (regno di Borgogna), figlio probabilmente di Amedeo conte di Langres, il quale avrebbe sposato una sorella di Lamberto I di Nantes, a sua volta padre di Guido I di Spoleto. In base a un'interpretazione errata di un passo di Liutprando, alcuni studiosi avevano ritenuto che Anscario fosse in realtà fratello di re Guido, anziché cugino. Già il De Simoni considerava Anscario uno dei nobili più fidati di Guido II, ma ne escludeva il legame fraterno.
Si presume che, dopo la deposizione dell'imperatore Carlo il Grosso (novembre dell'887), Anscario abbia appoggiata la candidatura di Guido II di Spoleto sia a re dei Franchi occidentali, in contrapposizione a Eude di Parigi, sia a re d'Italia, in contrapposizione a Berengario del Friuli che ne era stato investito il 6 gennaio 888 a Pavia. Anscario partecipò probabilmente sia al primo scontro nei pressi Brescia, quando Berengario riuscì a contenere le truppe di Guido sia nella Battaglia della Trebbia (889) che diede la vittoria a Guido. In quest'ultima battaglia morì Guido, il fratello di Anscario. Quando Guido II di Spoleto nell'889 salì al trono d'Italia, volle al suo fianco il fidato consigliere Anscario e lo investì nell'891 della marca d'Ivrea con il compito di difendere gli sbocchi alpini del nord-ovest. Infatti, nell'894, aiutato da un contingente di truppe inviato dal re di Borgogna, Rodolfo I, nei pressi d'Ivrea, Anscario, cercò di sbarrare la strada ad Arnolfo di Carinzia, che si ritirava dall'Italia dopo aver portato la guerra al re d'Italia e imperatore, Guido II di Spoleto. Arnolfo superò lo sbarramento e attaccò Rodolfo che evitò di combattere ritirandosi sui monti.
Nel 1657 il conte Filippo San Martino di Agliè ottenne le presunte ceneri di Anscario e le seppellì nella chiesa di San Lorenzo in Castello a Settimo Vittone